# 6440 Ransome
A 6440 Ransome (ideiglenes jelöléssel 1988 RA2) a Naprendszer kisbolygóövében található aszteroida. Antonín Mrkos fedezte fel 1988. szeptember 8-án.